# IlianA
IlianA est un groupe belge de musique folk fondé en 2009.

## Historique
Le groupe IlianA s'est d'abord fait connaître sur la scène médiévale et folk alternative belge et néerlandaise. Il se produit dans de nombreux festivals, événements chamaniques et fêtes privées. Le groupe utilise des flûtes, des percussions, de la guitare, du violon, et a intégré récemment le son d'un didgeridoo avec la venue de Luka Aubri-Krieger (ancien membre d'Omnia). Sa musique trouve sa source d'inspiration dans les forêts d'Ardenne, de l'Irlande, des fjords nordiques, ou encore des déserts du Sud.

## Membres
- Lucile Dethy : chant, flûtes, bodhran, darabuka
- Dominic Marchal : guitare
- Stéphan Késenne : violon, chant
- Louis Aubri-Krieger : didgeridoo, chant
- Michel Rozek : percussions